# ピエーヴェ・リーグレ
ピエーヴェ・リーグレ(イタリア語: Pieve Ligure)は、イタリア共和国リグーリア州ジェノヴァ県にある、人口約2,500人の基礎自治体（コムーネ）。

## 地理

### 位置・広がり

#### 隣接コムーネ
隣接するコムーネは以下の通り。
- ボリアスコ
- ソーリ

### 地震分類
イタリアの地震リスク階級 (it) では、3 に分類される
。